# 드래곤 사쿠라
《드래곤 사쿠라》(일본어: ドラゴン桜 도라곤자쿠라[*])는 미디어 믹스 재팬(MMJ)·TBS TV에서 제작하여 TBS 계열 〈금요 드라마〉 시간대에서 2005년 7월 8일부터 2005년 9월 16일까지 방송된 일본의 텔레비전 드라마이다. 미타 노리후사의 만화 작품 "최강입시전설 꼴찌, 동경대 가다!"를 원작으로 과거에는 폭주족의 가난뱅이 변호사가 평균 편차 36의 고교생을 도쿄 대학교에 현역 합격할 때까지를 그린 작품. 아베 히로시 주연. TBS를 비롯한, 마이니치 방송(긴키 광역권), 주부닛폰 방송(주쿄 광역권), RKB 마이니치 방송 등 26개 JNN 지역 민방 네트워크를 통해서 전국적으로 일제히 송출되었다. 텔레비전 드라마판에서는 원작에 주로 등장하는 시험 비법보다 주인공들이 시험을 통해 성장해 가는 모습에 중점을 두고 있다. 드라마 종영 이후 〈드래곤 사쿠라 ~ 도쿄대학 수험 극비 테크닉총전수 SP 특별편〉이 2005년 10월 14일 방송 되었다. 대한민국에서는 MBC 무비스를 통해 2006년 6월 14일 첫방송되었다.
2021년 4월 25일에서 전작의 15년 후를 그린 속편 〈드래곤  사쿠라 2〉가 〈일요 극장〉 시간대로 방송 개시 되었다. 제1 시리즈에서 주요 인물을 연기한 아베 히로시와 나가사와 마사미가 같은 역에 계속 출연하고 있다.  또한 TBS와 MMJ의 공동 제작했던 제1 시리즈와 달리 제2 시리즈는 TBS의 단독 제작된다. 만화 판의 속편 〈드래곤 사쿠라 2〉가 원작이지만, 지금의 시대에 맞는 에피소드가 포함되고 드라마 오리지널 전개가 예정되었다고 발표했다.
또한, KBS 드라마본부에서 《공부의 신》이란 제목으로 편성이 확정되어, 2010년 1월 4일부터 국내 제작 드라마로 방영한 바 있다.

## 원작과의 차이점

### 제1 시리즈
텔레비전 드라마판은 원작의 같은 수험 전략보다 학생들이 시험을 통해 성장해가는 모습을 중점으로 두고 있다. 시나리오도 인간 관계를 중시하여 제작 되고 있다.  또한 드라마는 총11화를 완결시켰다는 등에서 원작과는 전개가 크게 다르다. 원작의 등장 인물인 야지마와 미즈노도 당시의 원작에서는 아직 시험을 치지 않았기 때문에 자신의 결말이 준비되지 않았었다.

### 제2 시리즈
원작의 〈최강입시전설 꼴찌, 동경대 가다! 2〉는 류잔 고등학교에서의 성공을 계기로 각지의 고등학교에서 계속해 의뢰가 날아오면서 학교 재건 전문가가 된 사쿠라기가 류잔 고등학교의 이사가 되어 복귀하지만 도쿄대 합격자가 0명이  되어 버린 류잔을 부활시키기 위해 류잔에서의 첫 번째 제자 중 한 사람으로, 변호사가 되어 사쿠라기 법률 사무소에서 일하던 미즈노 나오미에 편차치 50 전후의 평범한 고교생 2명을 맡게 하면서 도쿄 대학을 목표로 하는 스토리였지만, 드라마판 제2 시리즈는 크게 설정이 달라 사쿠라기와 미즈노가 등장하는 등장 인물의 이름이 일부 같은 점을 제외하면 거의 별개로 되어있다.
공부를 강요하지 않는 자유로운 교풍을 내건 새로운 이사장의 방침에 방임 상태가 된 것으로 3년 만에 붕괴된 류잔 고등학교를 무대로 2년 전에 일어난 사건을 계기로 의욕을 잃은 사쿠라기가 미즈노와 함께 다시 학생들에게 마주하는 모습을 그리고 있다.

## 시놉시스

### 제1 시리즈
젊은 시절 오토바이 폭주족으로 활동하였던 가난뱅이 변호사 사쿠라기 켄지(아베 히로시 분)는 도산 위기에 빠진 사립학교인 류잔 고등학교에 채권자 대리인으로 업무를 접수 받게된다. 교사 이노 마마코(하세가와 쿄코 분) 등 앞에서 학교의 해산과 교사의 해고를 통지.  하지만 변호사로 이름을 높이기 위해 사쿠라기는 해산이 아닌 도쿄 대학 합격자를 배출하는 대학 예비 학교로 만들겠다는 재건 안을 올린다.  사쿠라기는 도쿄 대학 수험을 위한 특별 진학반을 긴급 편성하고 학생들의 도쿄 대학 합격을 위해 분투한다.

### 제2 시리즈
류잔 고등학교에서의 성공을 계기로 비슷한 처지의 고등학교로부터 학교 재건 의뢰가 계속해서 들어오던 사쿠라기는 도라노몬에 사무소를 차리고 순탄한 변호사 생활을 보내고 있었지만, 2년 전에 의뢰된 고등학교에서 특별  진학반의 8명 중 7명을 도쿄 대학에 합격 시켰지만 혼자만 불합격한 남학생인 요네야마가 칼로 사쿠라기를 찔렀다가 자살 시도를 일으킨 것으로 언론에서 큰 뭇매를 맞고, 자신도 소식 불명이 되어 있었다. 이전 시리즈의 제자이며, 도쿄대 졸업 후 변호사가 되어 사쿠라기 법률 사무소에서 일했던 미즈노 나오미는 독립해서 개인 사무소를 설립하지만 경영이 뜻대로 되지 않고, 전 류잔에 필적하는 낙오된 타츠미 고등학교에서 이듬해 도쿄대 합격자를 5명 내는 조건으로 재건을 맡게 되면서 기사 회생을 도모한다. 후쿠이현에서 방종한 생활을 하고 있던 사쿠라기를 찾아 미즈노는 그를 다시 교육의 장으로 불러 들인다.

## 등장 인물

### 주요 인물
- 아베 히로시…사쿠라기 켄지 역

제1 시리즈
주인공. 류잔 고등학교 부임시 38세. 전 폭주족의 리더로 현재는 변호사. 사쿠라기 법률 사무소 소장이다. 경찰에 붙잡힌 것을 계기로 과거 일을 반성하고 열심히 공부해서 도쿄대학에 합격했지만 진학하지 않고 변호사의 길을 선택한다. 사무실 임대료 지불도 못한 가난뱅이 변호사지만 파산 직전의 학교 법인 청산 일을 선배 변호사에 부탁받아, 처음에는 그 예정으로 부임했다. 그러나 도라노몬에 대형 로펌을 차리려고 한 계획을 변경, 류잔 고등학교에서 도쿄대 합격자를 5명을 합격시키겠다고 선언하고 특별 진학 클래스를 구성한다. 특별 진학 클래스의 학생들을 바보 취급하는 발언을 자주 하지만, 진짜 목적은 이를 통해 세상의 구조와 현실을 가르쳐 도쿄대 합격에 대한 동기 유지를 시키기 위한 것이였다. 결과적으로 3명의 합격자가 탄생한 것으로, 교직원들로부터 그 공적을 인정 받았지만 당초 5명 합격의 공약을 실현하지 못한 책임을 지고 사표를 제출했다. 특진 클래스의 담임을 이노에 양도하고 1년 임기를 마친다.
제2 시리즈
이전 시리즈에서 류잔 고등학교에서의 성공 이후 학교 재건 전문가로 이름을 알려 당초 선언대로 도라노몬에 사무소를 차리게 되었다. 그러나 2년 전에 맡았던 고등학교에서 학생 중에서 도쿄 대학에 홀로 불합격한 요네야마 케이타가 자살 시도를 일으키고 이 사건이 언론에 널리 알려진 결과 〈지나친 교육〉이라고 뭇매를 마는 일대 스캔들로 발전한다. 그 후, 후쿠이현에서 거주하는 아파트의 임대료도 체납될 정도로 몰락하고 있던 것을 안 옛 제자이며 부하이기도 했던 미즈노 나오미에 의해 강제적으로 타츠미 고등학교에 오게 된다. 타츠미 고등학교에서는 도쿄 대학 전과 코스의 교실 안에 접이식 천막을 설치하고 거기서 숙식하고 있다. 요네야마와 같은 비극을 다시 일으키고 싶지 않은 생각에서 처음에는 도쿄 대학 전과 과정에 적극적으로 관련되지 않으려 하고, 아마노 고이치와 하야세 나오를 상대로 과거의 자신의 흉내내고 있는 미즈노가 궁지에 빠진 경우에만 도움을 주는 정도였다. 그러나 이와사키 카에데의 도둑 사건을 계기로 한 일련의 소동(제1화·제2화) 이후에는 자신의 의사룬 개입하고 이와사키와 세토 히카루를 도쿄 대학 전과에 추가함으로써 심경의 변화가 일어나고 도쿄 대학 입시에 실패한 요네야마에 재회하고 사과하는 것과 동시에 다시 교육 장소로 돌아가기 위해 본격적인 부활을 완수한다.
- 나가사와 마사미…미즈노 나오미 역

제1 시리즈
류잔 고등학교 3학년. 대충 술과 남자에 느슨한 어머니의 삶 전체를 경멸하고 있다. (설정은 야지마 유스케에 비해 원작에 충실하다) 하지만 특진반 첫 번째 테스트를 통해 엄마와 화해하고 특진반 5번째 학생이 된다. 어머니가 병으로 쓰러져 의식이 돌아오지 않았기 때문에 도쿄 대학 시험 2차 시험 도중에 포기하는 그 후에도 수험 공부를 계속한다.
제2 시리즈
도쿄 대학 수험부터 이듬해 재수 끝에 도쿄 대학에 합격. 그 후 변호사 자격을 취득하고 사쿠라기 법률 사무소에 입소한다. 그 후, 사쿠라의 실종 후 사쿠라기 법률 사무소를 실질적으로 장악한 키시모토의 권유를 거절하고 개인 사무소를 설립한다. 그런 중에 타츠미 고등학교의 교감이 된 류잔 고등학교 전직 교사였던 타카하라 히로유키에 학교 재건의 제의를 받아 실종이던 사쿠라기의 체납 중이던 임대료를 대신 지불해주고 불러 들인다. 학교에 부임 초기에 신설 된 도쿄 대학 전과 참여를 위장한 코바와 이와이에 방해를 받는 등 궁지에 빠진다.

### 류잔 고등학교

#### 특별 진학반
- 야마시타 토모히사…야지마 유스케 역 (제1・제2 시리즈 최종화)

제1 시리즈
류잔 고등학교 3학년. 특진반 첫 번째 학생. 밴드에서 트럼펫을 불고 있다. 가정 환경에 대한 설정이 원작과 크게 다르다. 드라마에서는 집이 철공소를 하고, 아버지가 빚을 남기고 도망치면서, 어머니와 단둘이서 살고 있다. 도쿄 대학 이과 수험을 통과했지만, 사쿠라기와 마찬가지로 도쿄 대학에 입학하지 않고 독학으로 변호사를 목표로 한다.
제2 시리즈
전 류잔 고등학교 특진 클래스의 학생. 미즈노 나오미와 동기생. 제2 시리즈는 편지의 문장에서만 등장. 사카모토와 요네야마의 의뢰로 협력을 갔다는 것을 사쿠라기 메일로 보고한다.
- 코이케 텟페이…오가타 히데키 역 (제1・제2 시리즈 최종화)

제1 시리즈
류잔 고등학교 3학년. 유스케 밴드 동료, 집은 부자. 유스케가 특진반에 들어간 것을 보고 따라서 함께 공부를 시작하여 엄격한 아버지에게 인정받기 위해 도쿄 대학을 목표로 한다. 특히 고바야시에 접근하는 경우가 많다. (부유한 가정에서 성장하고 있으며, 오쿠노과 마찬가지로 원작의 야지마의 설정을 일부 계승하고 있다.) 도쿄 대학 수험에 실패했지만, 또한 "절대로 포기하지마"라고 이후에도 도쿄 대학을 목표로 결심한다. 또한 합격 발표 후에 귀가 후 아버지와도 화해했다.
제2 시리즈
전 류잔 고등학교 특진 클래스의 학생. 미즈노 나오미와 동기생. 현재 외국계 컨설팅 회사에서 컨설턴트로 근무한다.
- 사에코…코바야시 마키 역 (제1・제2 시리즈 제1화, 최종화)

제1 시리즈
류잔 고등학교 3학년. 아이돌 지망생으로, 외모에 자신이 없어서 현역 도쿄대생의 직함을 가지고 싶다고 생각한다. 좋아하는 과목은 영어. (아래 코사카과 마찬가지로 원작의 니시자키 아사미의 설정을 일부 계승하고 있다.) 도쿄 대학 수험 결과는 불합격. 그러나 히데키와 함께 눈물을 흘리면서도 "나도 절대로 포기하지 않아"라고 내년에도 재도전하겠다는 결심을 한다.
제2 시리즈
전 류잔 고등학교 특진 클래스의 학생. 미즈노 나오미와 동기생. 도쿄 대학 진학을 무사히 완수해, 졸업 후에는 인기 탤런트로서 활약 중이다.
- 아라가키 유이…코사카 요시노 역 (제1・제2 시리즈 최종화)

제1 시리즈
류잔 고등학교 3학년. 외관은 갸루걸. 유스케의 여자친구로, 유스케와 함께 있고 싶다는 것이 도쿄 대학 지망 동기이다. 유스케의 소꿉친구인 나오미를 라이벌로 여긴다. (원작의 니시자키 아사미의 설정을 일부 계승하고 있다) 결국 도쿄 대학 이과 수험을 통과하고 "더 여러 가지 일을 알고 싶다"는 이유로 유스케가 도쿄 대학에 진학하지 않는데도 이치로와 함께 도쿄 대학에 진학한다.
제2 시리즈
전 류잔 고등학교 특진 클래스의 학생. 미즈노 나오미와 동기생. 도쿄 대학 졸업 후 시스템 관계의 일에 종사, 사카모토와 요네야마에 자사가 개발한 시스템을 제공한다.
- 나카오 아키요시…오쿠노 이치로 역 (제1・제2 시리즈 최종화)

제1 시리즈
류잔 고등학교 3학년. 도쿄 대학을 목표로 하는 쌍둥이 동생이 있다. 이란성 쌍둥이이기 때문에 동생과는 전혀 닮지 않았다. 류잔 고등학교에서는 드물게 수업을 제대로 받고 숙제 제출도 거르지 않는 긍정적하면서도 성실한 성격이다. 모의 시험 결과에서 유일한 D 판정을 받고 있다. (원작의 야지마 유스케 설정의 일부는 그가 계승하고 있다) 처음에는 동생에게 바보로 비춰지게 될 것을 두려워하여 특진반에 관심을 가져도 들어 가려고는 생각하지 않았다. 하지만 동생과 오가타 사이에서 일어난 폭력 사건에 휘말려 동생을 위해 오가타에 누명을 씌워 버린 것으로 반성. 특진반 여섯 번째 학생으로 도쿄 대학 합격을 목표로 한다. 마지막 회에서는 동생의 비열한 방해를 받는 데도 도쿄 대학 이과 수험을 통과하고 코사카와 함께 도쿄 대학에 입학한다.
제2 시리즈
전 류잔 고등학교 특진 클래스의 학생. 미즈노 나오미와 동기생. 도쿄 대학 졸업 후 도키 자동차 회사에서 기술자로 근무한다.

#### 사쿠라기가 부른 특별 강사
- 시나가와 토오루…야나기 테츠노스케 역 (제1 제4화, 제5화, 제9화)

수학 강사.  일명 〈도쿄 대학 수학 귀신〉. 공부는 사람의 흉내를 내는 것으로부터 시작된다고 생각하고, 〈주입식이야말로 진정한 교육〉이라는 모토. 과거에 사쿠라기 또한 제자였다. 다수의 도쿄 대학 합격자를 내어 왔지만, 죽도를 가지고 지도하는 자신의 방식이 시대 착오적이라고 세상에서 전해지고 나서는 학원을 그만 두었다. 단, 자신의 생각이 옳다는 신념을 관철하고 학원의 간판을 내리게 까지는 하지 않았다.
- 코바야시 스스무...야나기 테츠노스케 역 (제1 시리즈)

과학 강사. 주로 물리와 지구과학을 담당. 알기 어려운 물리 등 과학을 그림과 실제로 하는 것으로, 알기 쉽게 가르친다.
- 테라다 미노리…아쿠타야마 류자부로 역 (제1 시리즈)

국어 강사. 생김새나 말투가 부드러운 인상. 학생들은 항상 "왜?"라는 의문을 갖게 설문을 만든 필자의 의도를 읽는 수업과 고문을 만화를 통해 이해시키는 등, 알기 쉬운 수업을 한다.
- 카네다 아키오…가와구치 히로시 역 (제1 시리즈)

영어 강사. 필리핀 술집을 운영하고 있다. 「영어는 즐겁게 공부하자」가 모토. 비틀즈의 노래 가사를 에어로빅하면서 복창하는 등의 수업을 실시한다.

#### 교직원 (류잔 고등학교)
모두 각각, 사쿠라기의 방식에 반발하고 있다. 그러나 전원 합격 발표시에는 학생들을 걱정하고 있다.
- 하세가와 쿄코…이노 마마코 역 (제1 시리즈)

류잔 고등학교 교사. 사쿠라기 교육 방식에 반발하는 교사 그룹중의 한 명이었지만, 나중에는 사쿠라기 변호사를 도와 학생들의 응원한다. 사쿠라기와 자주 내기를 하게 되는데, 질 때마다 노예로 일하고 있다. 원래는 영어 교사였지만, 사쿠라기가 부른 영어 강사의 가와구치와의 승부에 패배해 세계사 교사가 된다. 류잔 고등학교 교사 중에서는 유일하게 특진반의 강사로 받아 들여진 교사이며, 다음년도는 사쿠라의 후임으로 10명의 학생을 보유한 특진바의 담임으로 취임했다.
- 데이빗 이토…오치아이 마사오 역 (제1 시리즈)

사쿠라기의 방식에 반발하는 교사 그룹의 리더 격이다.  사사건건 사쿠라기에 채찍질을 한다.
- 사이토 요스케…콘도 토키하사 역 (제1 시리즈)

류잔 고등학교 교감.  사쿠라기의 방식에 반발하는 교사 그룹 슈퍼 서브 존재.  항상 베이지색 정장과 나비 넥타이 차림을 하고.
- 안도 료지…미야베 우메타로 역 (제1 시리즈)

사쿠라기의 방식에 반발하는 교사 그룹 중 한 명.
- 츠키야마 마유미…아사미 카즈코 역 (제1 시리즈)

사쿠라기의 방식에 반발하는 교사 그룹 중 한 명.
- 아오야마 마사루...이나바 츠토무 역 (제1 시리즈)

사쿠라기의 방식에 반발하는 교사 그룹 중 한 명.

#### 학교 관계자 (류잔 고등학교)
- 노기와 요코…타츠노 유리코 역 (제1 시리즈)

류잔 고등학교 이사장. 낭비가 심하고 명품 브랜드를 좋아한다. 전 이사장인 남편이 사망한 후에 직책을 넘겨 받았지만 경영에는 자신감이 없고 형편이 나빠지면서 우울해지고 어딘가로 여행을 떠나거나 해 버린다. 일단 TV에 나오는 이야기가 되면 적극적으로 미디어 관계자를 받아들이는 등 이사장으로서의 위엄도 가지고 있다. 한편, 류잔에 도쿄 대학 합격자가 나온 것에 대해 다른 학교에 자랑스럽게 발표하는 등의 면도 가지고 있다. 경비 절감을 위해 저녁에는 경비원도 겸임하고 있다.
- 군지 아야노…아베 사오리 역(제1 시리즈)

미즈노 나오미의 친구로 류잔 고등학교 3학년. 유스케를 좋아하고 유스케에게 선물을 대신 전달 해달라고 나오미에게 간절히 부탁하기도 한다.

### 학생들의 가족 (류잔 고등학교)
- 이시노 마코…야지마 세츠코 역 (제1 시리즈)

야지마 유스케의 어머니. 거액의 빚을 남기고 사라진 남편을 대신하여 그 채무 처리에 쫓기고있다. 아들은 제대로 고등학교를 졸업하고 싶다고 생각하고 있어 뒷바라지 중에 있다.
- 미호 준…미즈노 유코 역 (제1 시리즈)

미즈노 나모미의 어머니. 일품 요리점 〈유코〉 주인.  미망인이 된 미혼모이다. 어설픈 성격으로 술과 남자 외에는 관심이 없다. 딸 나오미도 가게의 심부름을 시키고 있어 앞으로 가게를 물려주고 싶다고 생각하고 있다. 나오미를 〈엄청난 바보〉라고 평가하고 있었지만, 딸의 눈물을 보고 수험을 인정한다.
- 아이하라 토모코…오가타 마리코 역 (제1 시리즈)

오가타 히데키의 어머니. 사장 부인.  자신의 아들을 산스케로 부른다.
- 스나가 케이…오가타 코세이 역 (제1 시리즈)

오가타 히데키의 아버지. 직원 2,000명을 거느리는 회사의 사장. 히토츠바시 대학 졸업. 류잔 고등학교의 학생이며, 게다가 도쿄 대학 수험 공부를 시작했다는 아들을 계속 업신 여긴다. 그러나 마지막회에서 아들과 화해했다.
- 미즈타니 모모스케…오쿠노 지로 역 (제1 시리즈)

오쿠노 이치로의 이란성 쌍둥이 동생. 류잔 고등학교 근처에 있는 명문학교인 슈메이칸 고등학교 학생. 성적이 우수한 우등생이지만, 표리있는 음험한 성격을 갖고 있다. 이치로를 멸시하고 그의 존재를 모욕하는 태도를 취하고 있다. 최종회에서 자신을 위협하는 존재가 되어버린 이치로에 도쿄 대학 입시 실전 시험 첫째날 종료 후에는 유통기간이 지난  샌드위치를 〈응원〉한다면서 전달해 이치로의 시험을 방해하지만, 이치로는 합격한다.
- 카토 카주노…오쿠노 미야코 역 (제1 시리즈)

오쿠노 이치로와 지로의 어머니. 지로의 도쿄 대학 수험을 위해 공부하기 좋은 환경을 만들기 주려고 이치로는 교육하고 있다. 그러나 이것은 이치로를 과소 평가하고 있는 대우에서 사쿠라기에서 〈오답 교육〉이라고 지적 받게 되고 최종회에서 이 지적은 결과로 나온다.
- 노조에 요시히로...오쿠노 카즈히코 역 (제1 시리즈)

이치로와 지로의 아버지. 도쿄 대학 수험을 앞둔 지로 만 걱정하고 있다.
- 쿠리타 요코…코사카 메구미 역 (제1 시리즈)

코사카 요시노의 어머니. 외형은 가벼운 엄마. 딸과 마찬가지로 짙은 화장을 하고 있다.
- 이케타니 노부에…코바야시 미츠에 역 (제1 시리즈)

코바야시 마키의 어머니. 체형은 뚱뚱하다.

### 타츠미 고등학교

#### 특별 진학반
- 타카하시 카이토...세토 아키라 역 (제2 시리즈)

타츠미 고등학교 근처의 라면 가게 〈세토야〉의 아들. 부모를 잃고 난 뒤 혼자서 가게를 운영하는 누나와 둘이서 살고있다. 방과후에 가게를 돕는 등 상냥한 청년.  부임한지 얼마 안되는 사쿠라기를 코바와 이와이를 이용하여 방해하는 행위를 하고 있지만 사쿠라기에 원한이 있었던 것은 아니였고, 이와사키 카에데가 도둑짓을 한 편의점 앞에서 있었을 때 사쿠라기가 들린 것 때문에 그녀를 보호하기 위해 취한 행동이었다.  이와사키의 도둑 영상을 사쿠라기가 편의점에서 복사한 것을 알고 사쿠라기와 미즈노가 세토 가게에서 식사하고 있는 틈에 영상 기록을 빼앗으려 학교를 가보지만, 같은 목적으로 먼저와 있던 이와사키가 증거 인멸을 위해 사쿠라기 텐트를 방화했다고 알고 자신이 불을 켰다고 학교에 온다. 하지만 사쿠라기는 이 화재는 자신의 그릇된 판단으로 일으켰다고 주장하고 세토가 도쿄 대학 지망하므로 사쿠라기를 위해 거짓말을 하고 있다고 감쌌다고 생각해 사쿠라기에 은혜를 입는 형태로 다짜고짜 도쿄 대학 특진반에 소속하게 되었다.
- 미나미 사라...하야세 나오 역 (제2 시리즈)

평범한 여학생.  지금까지 뭔가를 열심히 했다는 경험이 없다. 열심히 배드민턴을 하던 중에 카에데를 보고 뭔가를 열심히 해보고 싶다고 생각하고 도쿄 대학 특진반에 지원하게 되지만 첫날에 대학 입학 공통 테스트를 받게 된 것만으로 소리를 높여 사퇴한다.
- 히라테 유리나...이와사키 카에데 역 (제2 시리즈)

대학에서도 스카우트가 올 정도로 전국 굴지의 배드민턴 선수로 활약하는 소녀. 편의점에서 절도를 하는 모습을 부임 첫날 사쿠라기가 보게 되고, 그것을 주위에 알리게 되는 것이 아닐까 불안을 느낀다. 또한, 사물함에는 대회 장소에서의 여자 화장실에서 자신을 도둑 범인이라고 비난하고 있던 것을 그의 소행으로 믿어 버려, 결국 심야에 특진반 교실에 있는 사쿠라기의 텐트에 잠입해 그가 편의점에서 복사한 자신의 좀도둑 증거 영상을 빼앗으려 하지만 발견되지 않자 증거 인멸을 위해 방화해 버린다. 대학의 추천이 걸린 대회에서 복식 2라운드에서 파트너이던 세이노에 휘말려 넘어져 다리가 움직이지 않게 되어 버리고 기권하고 만다. 이와사키는 이전부터 부상으로 무릎이 부진했던 것을 숨기고 있었지만, 그것을 간파하고 있던 사쿠라기는 그녀를 억지로 병원에 데리고 가서 의사의 진단에서 치료와 재활을 포함해 2년의 시간이 필요하다는 것을 알게된다. 그리고 파트너로 신뢰하고 있던 세이노의 대학 추천 범위를 스스로 빼앗기 위해 코치 미야무라와 공모하고 장판을 하거나 일부러 무릎에 부담을 하도록 유도하고 있었다는 것을 알게 된다. 그리고 사쿠라기에 "네 인생은 네가 정해라"라고 했을 때, 도쿄 대학에서 스포츠 의학을 배우고 그 위에 선수로 복귀해 올림픽을 목표로 은퇴 후 스포츠 의학에서 젊은 선수의 지원을 하고 싶다고  도쿄 대학 특진반에 참여한다.
- 카토 세이시로...아마노 고이치 역 (제2 시리즈)

우수한 동생에게 열등감을 갖는 학생. 처음에는 특진반에 참가 희망을 생각하지 않고 있었지만, 사쿠라기의 조언을 받아 자신을 업신 여기는 동생에 복수하고자 참여를 결정하지만, 하야세와 함께 첫날에 대학 공통  테스트를 받게 된 것만으로 거절한다.
- 스즈카 오지...후지 료 역 (제2 시리즈)

성적 상위의 성적을 가진 학생. 도쿄 대학 지망이지만, 고등학교 입학시 문제로 부득이 타츠미에 입학했기 때문에 다른 학생들을 업신 여기고 있으며, 도쿄 대학 특진반에 초청 받고도 바보들과 어울리기 싫다면서 참여를 거부한다.
- 시다 사라...코스기 마리 역 (제2 시리즈)

문과 탑. 비밀을 안고 있으며 동료 친구나 교사와 거리가 있다. 도쿄 대학 특진반에 권유 되지만 취업 희망으로 참여를 거부한다.
- 호소다 카나타...하라 켄타 역 (제2 시리즈)

곤충을 좋아하는 상냥한 학생. 어떤 문제로 인해 주위로부터 고립하고 있다.

#### 사쿠라기가 부른 특별 강사
- 시나가와 토오루…야나기 테츠노스케 역 (제2 제4화, 제5화, 제9화)

수학 강사. 제1 시리즈의 등장 인물. 일명 〈도쿄 대학 수학 귀신〉. 공부는 사람의 흉내를 내는 것으로부터 시작된다고 생각하고, 〈주입식이야말로 진정한 교육〉이라는 모토. 과거에 사쿠라기 또한 제자였다. 다수의 도쿄 대학 합격자를 내어 왔지만, 죽도를 가지고 지도하는 자신의 방식이 시대 착오적이라고 세상에서 전해지고 나서는 학원을 그만 두었다. 단, 자신의 생각이 옳다는 신념을 관철하고 학원의 간판을 내리게 까지는 하지 않았다.
- 야스다 켄...다자이 오사무 역 (제2 시리즈 제6화, 제9화 특별 출연)

국어 강사. 도쿄 대학 전과 2박 3일의 공부 합숙에서 학생들의 읽기 능력을 향상시키기 위해 사쿠라기가 소집한다. 수 없는 학생들을 보면 수업에 열두하지만 곧 식는다.
- 유리양 레트리버...유리 안나 역 (제2 시리즈 제7화, 제9화)

영어 강사. 도쿄 대학 모의 시험을 위해 학생들의 듣기를 강화하기 위해 사쿠라기가 소집한다.

#### 교직원 (타츠미 고등학교)
- 우치무라 하루카...오오야마 마사히로 역 (제2 시리즈)

타츠미 고등학교 교사.
- 야마다 키누오...타무라 리에코 역 (제2 시리즈)

타츠미 고등학교 교사.
- 켄(미즈타마레푸타이)...츠지 게이스케 역 (제2 시리즈)

타츠미 고등학교 교사.
- 츠루가사키 요시아키...츠루가사키 역 (제2 시리즈)

타츠미 고등학교 체육 교사.

#### 학교 관계자 (타츠미 고등학교)
- 오이카와 미츠히로...타카하라 히로유키 역 (제2 시리즈)

타츠미 고등학교 교감. 과거에 류잔 고등학교에서 근무하던 때에 사쿠라기에 의한 재건을 목격하고, 학력 저하·경영 위기에 빠진 학교를 재건하기 위해 이사장의 뜻을 무시하고 사쿠라기를 소집한다. 드라마판에서는 제2 시리즈 첫 등장이 되지만 원작에서는 「드래곤 사쿠라」에서 이미 등장하고, 드라마에서도 미즈노와 아는 사이이다.
- 에구치 노리코...다쓰노 쿠미코 역 (제2 시리즈)

타츠미 고등학교 현 이사장. 학력 저하·경영 위기 요인.  자신의 방식이 절대적이라고 여기고 경영 재건을 시도하는 사쿠라기의 앞을 가로 막는다. 도쿄 대학을 나왔지만, 전 이사장인 아버지와는 서로 정책이 다른 관계로 둘 사이에 불화가 있다.
- 키바 카츠미...다쓰노 쿄지로 역 (제2 시리즈)

타츠미 고등학교 전 이사장.  쿠미코의 아버지. 딸의 교육 방침에 이의를 제기한다.
- 야마자키 긴노죠...오쿠다 요시아키 역 (제2 시리즈)

타츠미 고등학교 교장.
- 요시다 미즈키...세이노 리에 역 (제2 시리즈)

타츠미 고등학교 학생. 이와사키 카에데의 배드민턴 복식 파트너.
- 니시야마 준...코바시 역 (제2 시리즈)

타츠미 고등학교 학생.
- 니시가키 타쿠미...이와이 역 (제2 시리즈)

타츠미 고등학교 학생.
- 모리 타카시...미야 역 (제2 시리즈)

배드민턴 부 코치.
- 사이토 류키...이시 역 (제2 시리즈)

타츠미 고등학교 학생.

### 학생들의 가족 (타츠미 고등학교)
- 오하타 시에리...세토 레이 역 (제2 시리즈)

히키리의 누나. 라면 가게 〈세토야〉의 주인. 돌아가신 부모님이 남긴 가게를 지키려고 동생 히카리와 고군분투한다.
- 후카다 류세이...아마노 유타 역 (제2 시리즈 제1화, 제4화, 제7화)

아마노 고이치의 동생.  열등생 동생에 대해 낙관적인 태도를 취한다.
- 스루 타로...이와사키 아키히토 역 (제2 시리즈 제2화, 제8화)

이와사키 카에데의 아버지. 전 배드민턴 선수. 과거에 올림픽에 출전하지 못한 것 때문에 아내 유코와 함께 딸에게 기대를 건다.
- 마부치 에리카...이와사키 유코 역 (제2 시리즈 제2화, 제8화)

이와사키 카에데의 어머니. 전 배드민턴 선수. 남편 아키히토 뿐만 아니라 카에데가 수험 공부에 힘 쓰고 있는데도 부정적인 태도를 가지고 있지만, 카에데의 호소에 눈물을 흘린다.
- 모리구치 요코...하야세 케이코 역 (제2 시리즈 제4화)

하야세 나오의 어머니. 딸이 몰래 도쿄 대학 수험을 목표로 하고 있음을 알게 되어 학원에 탑승하지만, 사쿠라기에서 “도쿄 대학 수험의 성공은 부모와의 신뢰 관계가 필요하다”고 설득 당해 물러난다.
- 카타오카 레이코...아마노 마키 역 (제2 시리즈 제1화, 제4화)

고이치의 어머니. 아들의 수업 풍경을 SNS로 알고 하야세 케이코와 함께 학원에 탑승하지만, 케이코뿐만 아니라 사쿠라기에서 설득 물러난다.
- 사코다 타카야...코스기 시게루 역 (제2 시리즈   제5화, 제6화)

마리아의 아버지. 시게루의 아버지가 돌아가시고 시게루의 아버지가 사장의 회사가 무너지고 생활이 어려워진 것을 계기로 성격이 표변한다. 딸 마리의 대학 진학을 인정하지 않고 학대를 가하고 있다. 마리가 합숙에 참가했을 때 일시적으로 딸을 집에 데리고 퇴학 시키려고 시키지만, 사쿠라기에 설득 진학을 인정한다.아내 사치코와 사이에서 이혼을 향한 이야기가 진행되고 있는 모습이나 실제로 이혼을 했는지는 알 수 없다.
- 아키코 아이츠키...코스기 요코 역 (제2 시리즈 제6화)

마리아의 어머니. 마리에 많은 폭력을 휘두르고 아무것도 행하지 않는다.
- 후지이 카이 <27> / 후지 쇼 <25>

 료의 두 명의 형제. 레메이칸 고등학교 출신으로 하버드 대학의 연구자. 국제 에너지 연구소와의 공동 개발로 새로운 에너지에 대한 논문을 발표한 뒤 표창된다.
- 히노 사토시, 사와시로 미유키...후지 료의 부모 역 (제2 시리즈 제9화)

연구 논문에서 영광된 협곡과 사치에 기대하고 고교 수험 실전에 감기로 실패한 료를 도쿄 대학 수험도 안된다고 생각한다.

### 그 외

#### 제1 시리즈
- 야자와 신…야마모토 노조미 역

슈메이칸 고등학교 영어 교사. 이노 마마코의 친구. 항상 남자친구 후보 2명을 데리고 그 어느 쪽과 교제할 것인가 이노에게 상담을 제의해 온다.
- 무라카미 히로키…다나카 요시오 역

야마모토 노조미의 남자친구 후보 1. 검정테 안경을 쓴 통통한 체형. 도쿄 대학 법학부를 졸업한 관청 직원이다.
- 카라하시 미츠루…사와마치 야스시 역

야마모토 노조미의 남자친구 후보 2. 상당한 미남이지만 고졸 백수. 취미는 파칭코. 교양, 어휘, 말하기에 부족하다.
- 이시이 켄이치...사이토 역

이시이 켄이치 일품 요리점 "유코" 중년의 단골 손님. 리폼 회사 근무. 류잔에 다니고 있기 때문이라는 이유만으로 나오미를 바보 취급한다.
- 오노데라 아키라...오카베 변호사 역

류잔 고등학교 파산 절차의 일을 소개했다.
- 호리 아카리…토다 아스미 역

코바야시 마키의 친구로 그라비아 아이돌. 자신의 일하는 모습을 가끔 마키의 사진 메일에 보낸다. 마키가 도쿄 대학을 목표로 듣고, TV 취재 리포터로 탑승한다.  그냥 친구라고는 하지만, 마음 속으로는 마키를 〈류잔의 바보〉 등으로 폄하하고 있다.
- 하시즈메 료…쿠리야마 쇼타 역

수재. (원작과는 인물이 다름) 특진반의 영어 담당 교사를 건 대결에서 이노에 동원되었다.
- 카츠라 아사미...사쿠마 미유 역

오쿠노 지로의 여자친구.
- 더 탓치...호리 에이타로 역

노조미가 관심을 보이는 남자친구. 고졸이지만, 어릴 때부터 컴퓨터 괴짜로 지금은 스스로 IT 회사를 일으켜 주가 총액 10억엔.
- 미노 몬타(특별 출연)...하나오카 고등학교 이사장 역

류잔 고등학교에서 도쿄 대학 합격자가 탄생한 소문을 듣고 자신의 학교도 재건하고 싶다고 사쿠라기에 스카우트 제의를 한다.

#### 제2 시리즈
- 사노 하야토...요네야마 케이타 역

사쿠라기의 전 제자.  도쿄 대학에 불합격했다는 이유 때문에 자살 시도를 하고, 한때는 사쿠라기가 원흉이였다. 현재는 재수를 해서 도쿄 대학에 합격, 사카모토가 경영하는 기업도 맡고있다.
- 사기리 세이나...키시모토 카오리 역

사쿠라기 법률 사무소 소속 변호사. 사무실 No.2에서 사쿠라기의 신뢰하는 인물. 사쿠라기의 실종 후 개인 사무소를 개설하고 사쿠라기 법률 사무소의 고객을 점거했다.
- 하야시 켄토...사카모토 유키 역

IT 기업의 경영자. 류잔 고등학교에서 미즈노의 직속 후배이자 도쿄 대학 동창이다. 그녀에게 사쿠라기에 관한 조사를 의뢰 받아 후쿠이현에 있는 것을 밝혀냈다.
- 아이다 쇼지...편의점 점원 역 (제1화, 제2화)

이와사키 카에데가 도둑짓을 한 편의점의 점원.  사쿠라기에서 절도한 상품 대신 오천엔을 받고 감시 카메라의 영상을 제공한다.
- 요시자와 리에...요네야마 케이타의 어머니 역 (제1화)

아들이 자살을 시도하기까지 몰아 붙인 것으로 사쿠라를 비난했다.
- 카야시마 나루미...아파트의 대가 역 (제1화)

사쿠라기가 임대료를 체납하고있는 오래된 아파트의 대가.
- 후쿠 마츠미...테쇼쿠야(정식집)의 아주머니 역 (제1화)

- 노구치 미야비...테쇼쿠야(정식집)의 딸 역 (제1화)

- 요시나가 슈헤이...「BLACK PEARL」의 마스터 역(제1화, 제4화)

세토, 코바시, 이와이가 놀러온 찻집 「BLACK PEARL」의 마스터.
- 우에스기 쇼조...의사 역(제2회)

카에데를 진찰하는 의사.
- 킨짱(오니고에 토머호크)...깡패 역

〈세토야〉의 영업을 방해하는 깡패.
- 미야야마 히로노부(산시로)...주유소의 점원 역(제4화)

세토가 아르바이트를 하는 주유소의 선배 점원.
- 이치가와 우단지...마츠바라 요시히로 역(제6화, 제7화, 제9화)

〈이에가 코퍼레이션〉의 IR 개발 프로젝트 리더. 교지로의 의뢰로 프로젝트를 진행하고 있었지만, 키시모토가 주민을 매수하고 있었다는 것을 알고 계획을 사퇴했다.
- 이리에 진기...카지타니 카즈마 역 (제7화, 제9화)

마츠바라의 부하.
- 코스다 야스토...스가이 역 (제8화)

일본 유니시스 실업 배드민턴부 코치. 이와사키 아키히토에서 부탁해, 카에데를 하계 연습 특훈한다.
- 사다 마사키...〈BLACK PEARL〉의 점원 역 (제8화)

- 데이빗 이토...시험관 역 (제9화)

도쿄 대학 전과 학생이 응시하는 공통 테스트 시험관.

## 제작진

### 제1 시리즈
- 원작 : 미타 노리후사 (코단샤 〈모닝〉 연재)
- 연출 : 츠카모토 렌페이, 카라키 노리히로, 코마츠 타카시
- 각본 : 하타 타케이코
- 음악 : 나카니시 쿄
- 내레이션 : 고바야시 키요시
- 촬영 : 아사카 마사오
- 조명 : 시라이시 유우
- 편집 : 아다치 호
- 학습지 : 도쿄 대학 교사 모임
- 편성 기획 : 미키 신이치, 와타나베 신지로
- 프로듀서 : 엔다 코이치, 시미즈 마유미
- 주제곡: 〈Realize〉 melody.
- 삽입곡: 〈Colorful〉 야마시타 토모히사
- 제작 : MMJ, TBS

### 제2 시리즈
- 원작 : 미타 노리후사 (코단샤 〈모닝〉 연재)
- 연출 : 후쿠자와 카츠오, 이시이 야스하루, 아오야마 타카히로
- 각본 : 오쿠라, 이정미, 코야마 쇼타
- 음악 : 기무라 히데아키라
- 내레이션 :
- 촬영 : 하시모토 사토시
- 조명 : 스키노 마사히코
- 편집 : 아사 마사시, 츠카모토 쇼헤이, 사토 유카
- 편성 기획 : 아오키 신스케, 테라 아츠시
- 프로듀서 : 이이다 카즈타카, 레이 케이
- 제작 : TBS

## 방송일·부제·시청률

### 제1 시리즈
| 각 화                                     | 방송일          | 부제(원어)                               | 부제(풀이)                                   | 연출            | 시청률 |
| ----------------------------------------- | --------------- | ---------------------------------------- | -------------------------------------------- | --------------- | ------ |
| 제1화                                     | 2005년 7월 8일  | バカとブスこそ東大へ行け                 | 바보와 추녀야말로 도쿄대에 가라              | 츠카모토 런페이 | 17.5%  |
| 제2화                                     | 2005년 7월 15일 | 自分の弱さを知れ!                        | 자신의 약점을 파악하라!                      | 츠카모토 런페이 | 16.5%  |
| 제3화                                     | 2005년 7월 22일 | 遊べ! 受験はスポーツだ!                  | 놀자! 수험은 스포츠다!                       | 카라키 노리히로 | 13.8%  |
| 제4화                                     | 2005년 7월 29일 | 壁にぶつかるまで我慢しろ                 | 벽에 부딪힐 때까지 참아라                    | 츠카모토 런페이 | 16.1%  |
| 제5화                                     | 2005년 8월 5일  | 泣くな! お前の人生だ!                    | 울지마! 너의 인생이다!                       | 카라키 노리히로 | 16.8%  |
| 제6화                                     | 2005년 8월 12일 | 英語対決! 勝負だバカ6人                  | 영어 대결! 승부다 바보 6 명                  | 츠카모토 런페이 | 17.9%  |
| 제7화                                     | 2005년 8월 19일 | 見返してやる! 東大模試!                  | 어디 두고 봐라! 도쿄대 모의시험!             | 코마츠 다카시   | 15.6%  |
| 제8화                                     | 2005년 8월 26일 | バカの涙…夏休み課外授業                  | 바보의 눈물 ... 여름 방학 과외 수업          | 카라키 노리히로 | 17.0%  |
| 제9화                                     | 2005년 9월 2일  | 信じろ! 成績は必ず上がる!                | 믿어라! 성적은 반드시 오른다!                | 츠카모토 런페이 | 14.5%  |
| 제10화                                    | 2005년 9월 9일  | 友情か受験か? 最後の決断                 | 우정 또는 수험 있습니까? 마지막 결단         | 코마츠 다카시   | 14.5%  |
| 최종화                                    | 2005년 9월 16일 | お前らはもうバカじゃない! 運命の合格発表 | 너희들은 이미 바보가 아냐! 운명의 합격 발표! | 츠카모토 런페이 | 20.3%  |
| 평균 시청률: 16.4%                        |                 |                                          |                                              |                 |        |
| (시청률은 간토 지방·비디오 리서치사 조사) |                 |                                          |                                              |                 |        |

- 최종회는 22시 - 23시 9분의 15분 확대 방송.

- 최종회에서 시청률이 금요일 드라마 범위에서는 2000년대 들어 처음으로 20%를 넘어 섰다.

관련 프로그램
- 〈특별편 드래곤 사쿠라 - 도쿄 대학 수험 극비 기술 총 전수 SP〉 2005년 10월 14일 22:00 ~ 22:54.

해외 방송
- 텔레비전 재팬 (NHK 국제 방송. 미국, 캐나다 등)
  - 2007년 1월 12일부터 3월 23일 매주 금요일 23:17 ~ (동부 표준시) 20:17 ~ (태평양 표준시) 18:17 ~ (하와이)
  - 재방송은 4월 8일부터 6월 17일 일요일 동부 17:00 ~ 서부 14:00 ~ 하와이 11:00 ~ 방송 중에 CM 없음 (전후가)

## 방송일·부제·시청률
| 각 화                                     | 방송일          | 부제(원어)                                        | 부제(풀이)                                                        | 연출              | 시청률 |
| ----------------------------------------- | --------------- | ------------------------------------------------- | ----------------------------------------------------------------- | ----------------- | ------ |
| 제1화                                     | 2021년 4월 25일 | 時代に負けるな。今こそ、動け!                     | 시대에 지지 말아라. 지금은 움직일!                                | 후쿠자와 카츠오   | 14.8%  |
| 제2화                                     | 2021년 5월 2일  | 人生の大勝負! お前の道はお前が決めろ!             | 인생의 큰 승부! 너의 길은 네가 해라!                              | 후쿠자와 카츠오   | 13.9%  |
| 제3화                                     | 2021년 5월 9일  | 一発逆転! バカでも秀才に勝てる勉強法!             | 일발 역전! 바보에서도 수재를 이길 공부법!                         | 이시이 야스하루   | 12.6%  |
| 제4화                                     | 2021년 5월 16일 | 苦手が得意に変わる! 令和の学力爆上げ勉強法!       | 골칫거리가 자신있게 바뀐다! 레이와 시대의 학력 폭발력있게 공부법! | 아오야마 타카히로 | 14.3%  |
| 제5화                                     | 2021년 5월 23일 | 限界を決めつけるな! 生きたい未来を自分で作れ      | 한계를 단정하지 말아라! 살고 싶은 미래를 스스로 만들어라!         | 후쿠자와 카츠오   | 13.8%  |
| 제6화                                     | 2021년 5월 30일 | 夢を諦めるな! 大切な友のために戦え!               | 꿈을 포기 하지마! 소중한 친구를 위해 싸워라!                      | 이시이 야스하루   | 14.0%  |
| 제7화                                     | 2021년 6월 6일  | 生き残りをかけた東大模試! 影で暗躍する陰謀!?      | 생존을 건 도쿄 대학 모의 시험! 그림자에서 암약하는 음모!?         | 아오야마 타카히로 | 14.4%  |
| 제8화                                     | 2021년 6월 13일 | 自分の人生を生きる覚悟を持て! 巨大な陰謀の幕開け! | 자신의 삶을 살 각오를 가질 수! 거대한 음모의 시작!                | 아오야마 타카히로 | 14.6%  |
| 제9화                                     | 2021년 6월 20일 | 東大&買収劇 W大逆転 前編! そして運命の共通テスト  | 도쿄 & 매수극 W 대역전 전편! 그리고 운명의 공통 시험              | 이시이 야스하루   | 15.4%  |
| 최종화                                    | 2021년 6월 27일 | 東大受験&買収劇 W大逆転 完結! 涙の合格発表!       | 도쿄 대학 수험 및 인수극 W 대역전 완결! 눈물의 합격 발표!         | 후쿠자와 카츠오   | 20.4%  |
| 평균 시청률: 14.8%                        |                 |                                                   |                                                                   |                   |        |
| (시청률은 간토 지방·비디오 리서치사 조사) |                 |                                                   |                                                                   |                   |        |

- 제1화는 21시 - 22시 19분 25분 확대 방송.

- 제2회·제9화·최종화는 21시 - 22시 9분의 15분 확대 방송.

## 인터넷 배달

### 제1 시리즈
- 시즌 2 방송 결정 기념으로 동영상 서비스에 기간 한정 무료 배송 실시.
  - Paravi (2020년 3월 10일 - 3월 31일)

- 시즌 2 방송 기념으로 동영상 서비스에 기간 한정 무료 배송 실시.
  - TVer (2021년 3월 14일 - )
  - GYAO! (2021년 4월 6일 - 5월 9일)

- 시즌 2 방송 기념으로 동영상 전달 서비스에서 전달 개시.
  - KKTV (대만) (2021년 4월 18일 - )

### 제2 시리즈
| 매체     | 배달기간 | 비고                                         |
| -------- | -------- | -------------------------------------------- |
| TVer     | 7일      | 최신회 한정으로 무료 전달                    |
| GYAO!    | 7일      | 최신회 한정으로 무료 전달                    |
| TBS FREE | 7일      | 최신회 한정으로 무료 전달                    |
| Paravi   | 과거분   | 유료 전달                                    |
| KKTV     | 과거분   | 유료 전달 (대만) 방송 날짜보다 2일 늦게 배달 |

## 에피소드
- 드라마화를 계기로 원작의 모델이 된 사람들의 관련 서적이 잇달아 출시되고, 책 주인공의 그림을 다룬 범위가 훼손되는 등 영향이 널리 파급되었다.
- 주요 3대 학원이 2005년 11월에 실시한 도쿄 대학 모의 시험 응시자 수가 각각 전년 대비 9%에서 20% 증가했다가 2005년 12월 요미우리 신문에 보도되었다. 이유에 대해 각 학교의 담당자는 《드래곤 사쿠라》에 대해 언급하고 각 학원은 본작의 영향을 무시할 수 없는 것이라고 발표했다. 또한, 2006년 도쿄 대학의 지원자 수는 전년에 비해 전기에서 321명, 후반에 356명이 늘었다.
- 류잔 고등학교 촬영 로케는, 가나가와현 요코하마시 츠루미구 카나가와 현립 간세이 고등학교 (폐교된 학교)를 사용하여 운동장에 실제로 벚꽃나무를 심어 촬영이 끝난 후에도 그 자리에 보존하고 있다.

## 원작과의 비교

### 제1 시리즈
- 류잔 고등학교의 편차치 36의 대학 진학률 2% 등 숫자의 설정이 추가 된 부분이 있다.
- 특진 클래스의 학생들이 오쿠노 이치로, 오가타 히데키, 코사카 요시노, 코바야시 마키를 더한 6명으로 늘었다.
- 야지마 유스케와 미즈노 나오미가 소꿉 친구로 설정되어 있다.

### 제2 시리즈
- 작품의 무대가 원작에서는 류진 고등학교 남아있는 반면 드라마에서는 타츠미 고등학교와 다른 학교가 있다.
- 학생들이 치는 시험이 대학 입시 센터 시험에서 대학 입학 공통 테스트로 변경되어 있다.
- 도쿄 대학 전문 과정이 도쿄 대학 전과라는 명칭으로 되어 있으며, 원작에서는 아마노와 하야세의 2명 뿐이지 만, 드라마에서는 반원들이 세토 아키라·이와사키 카에데·하라 켄타를 더한 7명으로 늘었다. 그 중 코스기 마리와 후지이 리아는 원작에서는 난관대 코스에 소속되어 있지만 드라마에서는 도쿄 대학 전과에 들어간다.
- 원작에서는 초기부터 등장하고 있던 타카하라 히로유키는 이번 작품에서 첫 등장.
- 타쓰노 쿠미코는 원작에서는 이사장 대행으로 스탠포드 대학 졸업자이며, 이사장의 아내로서 다쓰노 쿄지로의 친딸은 아니지만, 드라마는 이사장을 맡고있어 다쓰노의 친딸로 도쿄 대학 졸업자로 나온다.
- 원작에서는 아마노는 우수한 동생에 열등감을 느끼고 있지만, 가족 사이가 나쁘지 않고 오히려 도쿄 대학 수험을 응원하고 있지만 드라마에서는 아마노는 편차 값이 낮은 학교에 다니는 동생을 항상 낙관적인 태도로 취한다는 설정으로 변경되어 있다.
- 코스기 마리는 성적이 우수한 점은 공통점이 있지만, 원작에서는 "재수하고 싶지 않다"는 이유로 견실하게 합격할 수 있는 대학을 지망하고있는 반면 드라마에서는 취업을 희망하고 있다.

## 같이 보기
- 최강입시전설 꼴찌, 동경대 가다! : 원작 만화.
- 공부의 신 : 2010년 대한민국의 KBS에서 제작, 방송된 리메이크 드라마.